# 서울주얼리지원센터
서울주얼리지원센터(Seoul Jewelry Industry Support Center ; SJC)는 서울시 특화산업인 도심형 고부가가치인 주얼리 산업의 활성화를 지원하는 기관으로 신진 디자이너 발굴, 청년제조인력 양성 및 일자리 연결, 소공인을 위한 판로개척, 정보세미나, 감정지원 연구 등 주얼리 산업 활성화를 위한 목적으로 2015년 7월11일 서울특별시에서 설립한 지원시설이다.

## 운영 기관
- 서울특별시 행정사무의 민간위탁에 관한 조례 제11조의 규정에 의하여 (재)한국주얼리산업진흥재단에서 수탁선정을 받아 관리운영하고 있다. 센터는 서울특별시 종로구 서순라길 89-8에 위치하고 있다.

## 주요사업
- 산업고부가가치화 및 판로지원
- 협업화 및 인재양성을 통한 자립기반 강화
- 감정지원 연구
- 데이터베이스구축 및 산업관광 홍보